# Faïza Guène

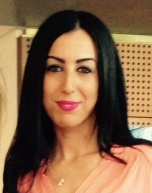
Faïza Guène (2015)

Faïza Guène (* 1985 in Bobigny) ist eine französische Autorin und Filmemacherin.

## Leben
Nach der Grundschule besuchte sie das Collège Jean Jaurès in Pantin, wo sie für die Schülerzeitung arbeitete und an literarischen Projekten teilnahm.  Am Lycée Marcelin Berthelot in Pantin  war Guène mit 14 Jahren an einem Kurzfilm La zonzonnière beteiligt. An der Universität in  Bobigny (Université Paris XIII) studierte sie dann erfolgreich Sozialwissenschaften, sie wechselte danach auf die Université Paris VIII in Saint-Denis, wo sie jedoch das Studium zugunsten einer schriftstellerischen und filmorientierten Karriere abbrach.

## Politische Einstellungen
Im Oktober 2024 gehörte Guène zu den Unterzeichnern eines Aufrufs zum Boykott israelischer Kulturinstitutionen, „die an der überwältigenden Unterdrückung der Palästinenser mitschuldig sind oder diese stillschweigend beobachtet haben“.

## Festivalteilnehmerin
2007: Gast im Kinder- und Jugendprogramm des 7. Internationalen Literaturfestivals Berlin

## Werke
Die in der Pariser Banlieue, im Département Seine-Saint-Denis aufgewachsene Tochter algerischer Einwanderer schrieb 2004, mit 19 Jahren, den Bestseller Kiffe kiffe demain, der mittlerweile, in 22 Sprachen übersetzt, in 27 Ländern erschienen ist. Sie schreibt, oft unter Verwendung nicht standardsprachlicher Ausdrücke (französischer „Slang“ wie Verlan und Argot) und mit bitterer Ironie durchsetzt, über das Leben von Immigranten in der Banlieue.
- Kiffe kiffe demain. Auch als Reclam Fremdsprachentexte, 2012, ISBN 978-3-15-019790-5
  - Deutsch: Paradiesische Aussichten. Übers. Anja Nattefort
- Du reve pour les oufs.
  - Deutsch: Träume für Verrückte. Übers. Anja Nattefort
- Les gens du Balto.
- Das Babar-Syndrom, Übers. Susanne Röckel. In Blau, weiß, rot. Frankreich erzählt. Hg. Olga Mannheimer. dtv, München 2017, ISBN 978-3-423-26152-4 S. 251–258[3]